# Історичний музей міста Хмільник
Істори́чний музе́й мі́ста Хмі́льник — історичний музей у місті Хмільнику Вінницької області, що висвітлює історію міста і району, зокрема виявлення радонових вод і розвиток курорту в місті; міськрайонний культурно-просвітницький осередок. 
Заклад підпорядкований місту, є комунальним закладом культури.
Міститься на першому поверсі оборонної вежі колишньої фортеці, що є частиною садибного комплексу двоповерхового палацу Ксідо (пам'ятка національного значення) й розташований за адресою:
вул. Шевченка, буд. 1, м. Хмільник (Вінницька область) — 22 000.
Директор музею — Пацанівська Наталія Миколаївна (станом на липень 2020 року).
Працює з вівторка по суботу з 9-ї до 18-ї години (перерва з 13-ї до 14-ї години).
За статистикою Хмільницький музей щороку відвідують близько 4,5 тисяч осіб, проводиться близько 100 екскурсій, десятки просвітницько-краєзнавчих заходів, ілюстративних виставок.

## З історії закладу
Створення музею в Хмільнику, причому як районного історичного музею відноситься до 1960 року. Так, згідно із протоколом № 1 від 11 травня того року одними з перших організаторів музейного закладу була група у складі: І. В. Крисько (староста групи, учасник громадянської війни), М. Л. Анчевський (головний лікар району), А. А. Єлінєк (завідувач парткабінету) та інші.
8 листопада 1976 року було відкрито Хмільницький районний історичний музей, що діяв на громадських засадах (згідно з відповідним рішенням Хмільницького райвиконкому № 353 від 30 жовтня того ж року).
У 1982 році музею в Хмільнику присвоєно звання народного. 
Згідно з рішенням Хмільницької міської ради 7-го скликання від 28 квітня 2016 року № 280 на базі районного Історичного музею створено Комунальний заклад «Історичний музей м. Хмільника». 12 грудня 2017 року КЗ «Історичний музей м. Хмільник» міської ради було зареєстровано, відтак він став державним.

## Експозиція та діяльність
Фонди Історичного музею міста Хмільника складають майже 3 тисячі експонатів основного фонду: від палеоліту й до сучасності (2010-ті). Тут, зокрема, представлені залишки давніх тварин льодовикового періоду, предмети знарядь праці та мисливства, експонати домашнього господарювання, прикраси, вишиванки, предмети соціалізму й воєн XX—XXI століть, старі світлини, листи тощо.
Музейна експозиція висвітлює (окремі зали) такі віхи історії міста й району:
- Хмільницький край із найдавніших часів до середини XX століття;
- Місто і район у період Другої світової війни;
- етнографія і побут Хмільниччини;
- історія виявлення радонових вод у Хмільнику;
- бібліографія про Хмільник і видатні діячі Хмільницького краю;
- Сучасність Хмільника і району: загальнонаціональні і місцеві події наприкінці XX — початку XXI століть.

У виставковій залі Історичного музею міста Хмільник демонструються роботи члена Національної спілки майстрів народного мистецтва України Власійчука Дмитра Івановича та Євстаф'євої Аліси Володимирівни, роботи учасників Центру дитячої та юнацької творчості, тематичні (до дат, річниць) виставки тощо.  
Крім традиційного напрямку екскурсійного і просвітницького забезпечення для учнів шкіл та ліцеїв, студентів, жителів та гостей Хмільника, музейний заклад є місцем проведення різноманітних зустрічей, пам'ятних і патріотично-виховних заходів за участі учнів шкіл та учасників бойових дій.